# 生光学園幼稚園

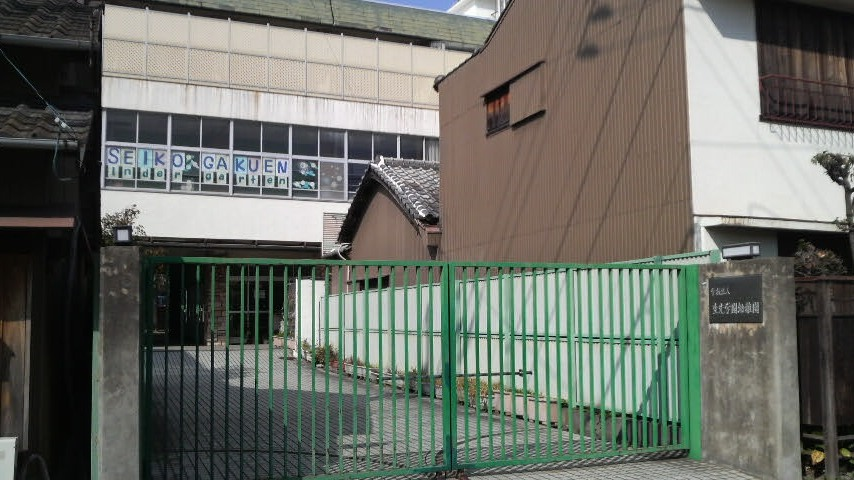
前川園（2009年4月に応神園と統合）

生光学園幼稚園（せいこうがくえんようちえん、英称:Seiko Gakuen Kindergarten）は、徳島県徳島市応神町中原にある私立幼稚園。

## 沿革
- 1962年 - 生光幼稚園を開園。
- 1984年 - 生光幼稚園から生光学園幼稚園に改称。
- 2009年 - 生光学園幼稚園前川園を生光学園応神園に統合。

## 年間行事
- 4月 - 始業式、入園式、個人懇談、チューリップ公園 、こいのぼり見学
- 5月 - 身体検査、遠足、参観日
- 6月 - 梅取り、ジャガイモ・玉ねぎ掘り、プール開き
- 7月 - 一泊保育、参観日、終業式、海の見学
- 8月 - 一泊保育、夏期保育
- 9月 - 始業式、参観日
- 10月 - 運動会、動物園見学、修園旅行、懇談、ハロウィン、体験入園
- 11月 - みかん狩り、飛行場見学、生光フェスティバル、公開保育、お餅つき
- 12月 - 入園テスト、表現会、クリスマス会、終業式
- 1月 - 始業式、個人懇談、
- 2月 - 節分、創立記念フェスティバル、お別れ遠足
- 3月 - 参観日、入園説明会、卒園式、修了式

## 関連学校
| 学校名           | 創立   | 備考               |
| ---------------- | ------ | ------------------ |
| 生光学園高等学校 | 1979年 | 旧名は生光高等学校 |
| 生光学園中学校   | 1973年 | 旧名は生光中学校   |
| 生光学園小学校   | 1966年 | 旧名は生光小学校   |

## 著名な出身者
- 内藤佐和子（徳島市長）